# استورپورت-آن-سورن
longitudeاستورپورت-آن-سورنlatitudeاستورپورت-آن-سورن
استورپورت-آن-سورن (به انگلیسی: Stourport-on-Severn) یک شهرک در بریتانیا است که در Wyre Forest District واقع شده‌است.

## خصوصیات
استورپورت-آن-سورن ۱۹٬۷۱۳ نفر جمعیت دارد.

## خواهرخوانده
شهر Villeneuve-le-Roi خواهرخواندهٔ استورپورت-آن-سورن هست.